# 1-ша гвардійська артилерійська дивізія прориву (СРСР)
1-ша гвардійська артилерійська Глухівська ордена Леніна Червонопрапорна орденів Суворова, Кутузова і Богдана Хмельницького дивізія — в роки німецько-радянської війни артилерійська дивізія, військове з'єднання Збройних Сил СРСР. Нині правонаступницею з'єднання є 39-та гвардійська Глухівська ракетна дивізія Збройних Сил Російської Федерації.

## Історія з'єднання

### Артилерійська дивізія прориву
Дивізія сформована 5 листопада 1942 року на Південно-Західному фронті як 1-ша артилерійська дивізія Резерву Головного Командування. Штаб дивізії, сформований в місті Коломні, об'єднав під своїм командуванням артилерійські полки, які прибули зі складу діючих військ Донського і Південно-Західного фронтів.
В бойових діях Другої світової війни з 9 листопада 1942 року. У складі військ Південно-Західного, Донського, Центрального і 1-го Українського фронтів брала участь у Сталінградській і Курській битвах, визволенні України та Польщі, Берлінській і Празькій наступальних операціях. Перебувала в оперативному підпорядкуванні 21-ї, 65-ї, 70-ї, 60-ї, 13-ї і 3-ї гвардійської армій.
З 19 листопада 1942 року по 30 січня 1943 року брала участь у боях за оволодіння Сталінградом, здійснюючи артилерійську підтримку військ 21-ї армії. За успішні бойові дії з розгрому угруповання військ противника під Сталінградом наказом Народного Комісаріату Оборони СРСР від 1 березня 1943 року 1-ша артилерійська дивізія була перетворена у 1-шу гвардійську артилерійську дивізію Резерву Головного Командування.
На початку лютого 1943 року дивізія була перекинута на Центральний фронт. 16 лютого частини дивізії були зосереджені на станції Єлець і надійшли в оперативне підпорядкування 70-ї армії. З першого дня німецького наступу 5 липня 1943 року частини дивізії вступили в бої на Курському виступі. Дивізія відзначилася і в ході контрнаступу на Орловському напрямку у липні—серпні 1943-го. За зразкове виконання завдань командування зі зриву наступу німців на Курській дузі і успішні бойові дії Указом Президії Верховної Ради СРСР від 8 вересня 1943 року дивізію було нагороджено орденом Червоного Прапора.
30 серпня 1943 року, діючи в складі 60-ї армії, частини дивізії відзначилися при визволенні міста Глухів. В ознаменування визволення Глухова наказом Сталіна від 31 серпня 1943 року 1-ша гвардійська артилерійська дивізія удостоєна почесного найменування «Глухівська».
З 6 по 9 вересня дивізія брала участь у визволенні Конотопа і Бахмача.
У другій половині вересня дивізія вийшла до Дніпра. 25 вересня частини 1-ї гвардійської Глухівської Червонопрапорної дивізії, підтримуючи стрілецькі з'єднання 60-ї армії, потужним артвогнем забезпечили їх переправу на західний берег Дніпра і створення там плацдарму. Артилерія вела вогонь з лівого берега Дніпра, одночасно переправляючи на поромах батареї на правий берег. Важкі бої на Дніпровському плацдармі дивізія вела протягом всього жовтня. 3 листопада 1943-го артилерійським наступом частини дивізії придушили оборону німців і відкрили шлях військам до наступу на столицю України місто Київ. За мужність і відвагу, проявлені в боях на Дніпровському плацдармі, 1-й і 3-й артилерійським бригадам дивізії були присвоєні почесні найменування «Київські». Тридцять чотири воїни 1-ї гвардійської Глухівської дивізії були удостоєні звання Героя Радянського Союзу.
Протягом листопада—грудня 1943 року частини дивізії брали участь у боях зі зриву наступу німецьких військ на Київ, відбиваючи запеклі танкові атаки противника на ділянці Житомир—Коростень. 25 грудня, прорвавши оборону противника, частини дивізії вийшли в район Шепетівки. За ці бої Указом Президії Верховної Ради СРСР від 19 березня 1944 року дивізія була нагороджена орденом Суворова 2-го ступеня.
Наступаючи з району Шепетівки у складі правого крила 1-го Українського фронту, дивізія оточила і знищила німецький гарнізон в Тернополі. У липні 1944 року дивізія була передана в оперативне підпорядкування 13-ї армії 1-го Українського фронту. 13 липня дивізія брала участь у прориві оборони противника на Львівському напрямку, 18 липня північніше Львова форсувала Західний Буг, з 18 по 22 липня брала участь в оточенні і знищенні восьми німецьких дивізій в районі Бродів. В ході Львівсько-Сандомирської операції, дивізія своїм забезпечила прорив оборони противника військами 13-ї армії в районі Львова, форсування Західного Бугу, Сяну, Вісли.
За прорив німецької оборони на Львівському напрямку і утримання Сандомирського плацдарму дивізія Указом Президії Верховної Ради СРСР від 9 серпня 1944 року була нагороджена орденом Богдана Хмельницького 2-го ступеня. В кінці листопада 1944 року дивізія була переформована в 1-шу гвардійську артилерійську дивізію прориву РГК.
15 січня 1945 року частини дивізії оволоділи польським містом Кельці. 28 січня після знищення потужних укріплених районів форсували Одер і захопили німецьке місто Бунцлау. На початку квітня 1945 року дивізія була переведена до складу 3-ї гвардійської армії, і з 16 квітня розпочала наступ на столицю Німеччини Берлін. 17 квітня дивізія переправилася через річку Нейсе, 22 квітня форсувала Шпрее і, з'єднавшись з наступаючими частинами 1-го Білоруського фронту, взяла участь в оволодінні містами Люббен і Форст. Оточене на південний схід від Берліна угруповання німців до 2 травня було знищене. За прорив зовнішнього кільця оборони Берліна, оволодіння містами Кельці, Форст, Коттбус, Люббен дивізію Указом Президії Верховної Ради СРСР від 28 травня 1945 року нагородили орденом Кутузова 2-го ступеня.
Після ліквідації угруповання противника, дивізія увійшла до складу 5-ї гвардійської армії, і, зробивши 150-кілометровий марш в район Дрездена, 6 травня взяла участь в прориві оборони міста, а потім форсуванні Ельби і визволенні Праги. За знищення оточеного південно-східніше Берліна угруповання німецьких військ, прорив оборони противника північніше Дрездена, визволення столиці Чехословаччини міста Праги 4 червня 1945 року дивізія була нагороджена орденом Леніна.
За період війни понад 13 тисяч воїнів дивізії нагороджені орденами і медалями, сорока одному присвоєно звання Героя Радянського Союзу, 24 стали повними кавалерами Ордена Слави. Особовому складу дивізії було оголошено 22 подяки Верховного Головнокомандувача, двадцятьма шістьма орденами були нагороджені частини дивізії.
Після закінчення німецько-радянської війни 1-ша гвардійська артилерійська Глухівська ордена Леніна, Червонопрапорна, орденів Суворова, Кутузова і Богдана Хмельницького дивізія прориву Резерву Верховного Головнокомандування була передислокована на Україну в район міста Нестеров Львівської області та увійшла до складу Прикарпатського військового округу. Підрозділи цієї дивізії брали участь у придушенні революції 1956 року в Угорщині. До 1960 року 1-я гвардійська Глухівська артилерійська дивізія продовжувала дислокуватися в Нестерові.

### Ракетна дивізія РВСП
18 липня 1960 року в Західному Сибіру почалося формування 212-ї гвардійської ракетної Свірської ордена Кутузова та Богдана Хмельницького бригади. 5 квітня 1961 року 212-та гвардійська ракетна бригада перейменовується в ракетну дивізію з тим же найменуванням, а 17 жовтня 1961 року дивізії було передано найменування розформованої 1-ї гвардійської артилерійської дивізії прориву зі збереженням присвоєних їй почесних найменувань і державних нагород. Дивізія стала іменуватись 1-ша гвардійська ракетна Глухівська ордена Леніна, Червонопрапорна, орденів Суворова, Кутузова і Богдана Хмельницького дивізія.
Штаб дивізії — військової частини 34148 знаходився у місті Новосибірськ, позиційні райони на території Західного Сибіру. У серпні 1961 року підрозділ дивізії брав участь в операції «Гром» (випробування повітряного ядерного вибуху): після освоєння ракетного комплексу 8К51 ракетний дивізіон дивізії під командуванням підполковника Гурєєва виїхав на полігон «Капустін Яр», де 4—13 серпня успішно провів три пуски ракет Р-5М зі штатним ядерним зарядом і підривом його на висоті.
На озброєнні дивізії стояли ракетні комплекси 8К51 (МБР Р-5М), 8К64 (Р-16), рухомі ґрунтові ракетні комплекси 15П645 «Піонер» (РСД-10) і 15П158 «Тополь» (РТ-2ПМ).
Нині це 39-та гвардійська ракетна Глухівська ордена Леніна Червонопрапорна орденів Суворова, Кутузова і Богдана Хмельницького дивізія Збройних Сил Російської Федерації (військова частина 34148, місто Новосибірськ-95).

## Командири дивізії з 1942 по 1945 рр
- полковник, з березня 1943 генерал-майор артилерії Мазур Вікентій Микитович,
- генерал-майор артилерії Годін Григорій Васильович,
- полковник, з березня 1943 генерал-майор артилерії Волчек Аркадій Миколайович,
- полковник, з листопада 1944 генерал-майор артилерії Хусид Віктор Борисович,
- генерал-майор артилерії Пароваткін Дмитро Миколайович,
- генерал-майор артилерії Купин Іван Володимирович.